# De binnenplaats van een huis in Delft
De binnenplaats van een huis in Delft is een schilderij van de Nederlandse kunstschilder Pieter de Hooch, geschilderd in 1658, olieverf op doek, 73,5 x 60 centimeter groot. Het toont een rustig tafereel uit het dagelijks leven in het zeventiende-eeuwse Holland. Het werk bevindt zich thans in de collectie van de National Gallery te Londen.

## Context
De Hooch woonde van 1652 tot 1661 in Delft. In de laatste jaren van deze periode schilderde hij zijn bekendste werken. De stad kende toen een grote culturele bloei en er ontwikkelde zich een nieuwe stijl van architectonisch schilderen, gebaseerd op het vernieuwende werk van Gerard Houckgeest, Emanuel de Witte en Hendrick van Vliet. De Hooch werd met name door hen beïnvloed door de wijze waarop zij het perspectief op een bouwkundige manier toepasten. Hij ontwikkelde echter een eigen stijl, resulterend in een synthese van interieurs, binnenplaatsen en tuinen, binnen een krachtige omlijsting.

## Afbeelding
De Hooch schilderde veel taferelen uit het dagelijks leven. Zijn onderwerpen waren verwant aan die van Johannes Vermeer: huiselijke interieurs beschenen door een natuurlijk licht, mensen die kaart spelen of bezig zijn met huishoudelijke karweitjes. In De binnenplaats van een huis in Delft schildert hij een particuliere binnenplaats, waar een vrouw, hoogstwaarschijnlijk het dienstmeisje, een klein meisje bij de hand houdt, mogelijk op weg naar de provisiekamer buitenshuis. Met vriendelijke genegenheid kijkt ze op haar neer. In de open gang staat een andere vrouw met de rug naar de kijker toe.
Elk detail van de binnenplaats wordt zorgvuldig weergegeven: texturen van kleding, metselwerk, steen, metaal, hout en zelfs de menselijke huid hebben een schijn van echtheid. De houten emmer en de bezem duiden op huishoudelijke taken en een goed geordend leven. Alles ziet er fris en schoon uit. Boven de boog bevindt zich een plaquette met het opschrift: 'Dit is het dal van St. Jeroen. Kom binnen als u uw toevlucht wilt nemen tot geduld en nederigheid. Want we moeten eerst afdalen als we wensen verheven te worden'. Deze gedenkplaat verwijst naar het klooster Hieronymusdal, maar dat lijkt niet de weergegeven locatie te zijn. De binnenplaats heeft niettemin daadwerkelijk bestaan.
De Hooch maakte in 1658 nog een tweede schilderij van dezelfde binnenplaats, in een vergelijkbare compositie, 67 x 57 centimeter, thans in bezit van de National Gallery of Scotland.

## Compositie

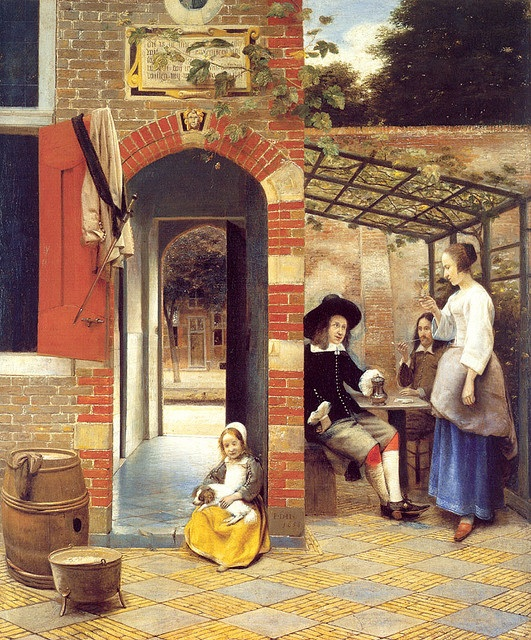
Binnenplaats met drinkende mensen, 1658, tweede versie van dezelfde binnenplaats.

De figuren in De binnenplaats van een huis in Delft zijn duidelijk ondergeschikt aan de compositie en de gebouwen. De kleine afgescheiden ruimtes geven een gevoel van comfort, rust en vooral harmonie. De open deuren en luiken voorkomen een claustrofobisch effect. Het licht op de binnenplaats is gelijkmatig en helder. Achter de in schaduw gehulde gang schijnt helder zonlicht, zodat de figuren worden afgetekend tegen contrasterend licht en schaduw. De warme bakstenen, de rode rok van de vrouw in de gang en het openstaande luik, vullen het schilderij met warmte. De lichtgroene bladeren voegen vanuit de zijkanten een subtiele zweem van lichte kleuren toe.
De uitstraling van eenvoud en harmonie is door De Hooch op een compositorisch complexe manier bewerkstelligd. De open deuren en luiken, de bergruimte en de houten balken, verschaffen een aantal scherpe hoeken. De bakstenen vormen een complex lineair patroon, waarbij de harmonie subtiel wordt doorbroken door het contrast tussen het verfijnde metselwerk van de poort links en het vervallen gebouw rechts. De treden en verschillende niveaus accentueren de terugwijkende vlakken van de compositie. Via de aandacht voor details wordt een sfeer van huiselijkheid en tevredenheid gecreëerd.

## Geschiedenis
De binnenplaats van een huis in Delft werd verkocht tijdens een prestigieuze verkoop te Amsterdam in 1810 uit de nalatenschap van Pieter baron De Smeth van Alphen. Vanaf dat moment zou het werk van De Hooch, die altijd sterk in de schaduw had gestaan van Vermeer en andere zeventiende-eeuwse Hollandse meesters, steeds gewilder worden en sterk aan invloed toenemen. Zijn werk zou sterk van invloed zijn op negentiende-eeuwse schilders als Jean-François Millet, Hendrik Leys en Richard Parkes Bonington.
Veel van De Hoochs schilderijen verdwenen in de negentiende eeuw naar het buitenland. Ook De binnenplaats van een huis in Delft kwam na de verkoop van De Smeth van Alphen in Engelse handen en werd in 1871 verworven door de National Gallery te Londen, waar het zich nog steeds bevindt.